# Bart the Lover
"Bart the Lover" är avsnitt 16 från säsong tre av Simpsons och sändes på  Fox i USA den 13 februari 1992. I avsnittet skriver Edna Krabappel en kontaktannons som Bart svarar på efter att han upptäcker den då han får kvarsittning efter förstört klassens akvarieskål med en jojo. Han skapar en fiktiv figur som heter Woodrow baserat på Woodrow Wilson. Krabappel blir snabbt kär i "Woodrow". Ned Flanders tvingar under tiden Homer att minska på svärandet och Marge får honom att böta 25 cent varje gång han svär.  Avsnittet skrevs av Jon Vitti och regisserades av Carlos Baeza. Vitti skrev avsnittet eftersom han ville ha ett avsnitt som handlar om hur det är att ha Bart som student. Avsnittet var det första där Edna hade en större roll. Delen att Homer svär skrivs in efter att serien fått klagomål på att de svärs mycket i serien. Rösten till Woodrow gjordes av Harry Shearer som parodiderade Ricardo Montalbán. Bilden som Bart använder för Wododrow är Gordie Howe. Författarna ville från början ha Johnny Unitas men fick inte rättigheter att använda den. Avsnittet fick en Nielsen ratings på 12.9 och hamnade på plats 29 över mest sedda program under veckan.  Marcia Wallace som gör rösten till Edna Krabappel vann en Primetime Emmy Award för "Outstanding Voice-Over Performance" för hennes medverkan i avsnittet.

## Handling
Edna Krabappel känner sig allt mer ensam och skickar in en kontaktannons till tidningen. Skolan får besök av en grupp som gör jojo-konster. Detta får eleverna i skolan att bli intresserade av jojos. En av dem är Bart som med sin jojo förstör klassens akvarieskål vilket ger honom en månads kvarsittning. Under en av sina kvarsittningar hittar Bart kontantannonsen och bestämmer sig för att skriva ett svar till henne som Woodrow efter att ha sett en bild på Woodrow Wilson. Edna blir förälskad i Barts svar och skickar en sexig bild tillbaka. Bart svarar då på brevet genom ta hjälp av ett av Homers kärleksbrev till Marge. 
Marge upptäcker att deras hund Santa's Little Helper behöver en ny hundkoja. Hon ber Homer att köpa en, men för att spara pengar bestämmer han sig för att bygga en egen istället. Under byggandet av hundkojan svär Homer, vilket snappas upp av grannbarnet Todd Flanders. Då Ned upptäcker att Todd svär försöker han får reda på var han har lärt sig det, och upptäcker att Homer är den skyldige. Homer försvarar sig med att han inte gillar Neds mustasch och Ned lovar därför att raka av sig den om Homer minskar på svärandet. Homer berättar för Marge att Flanders tycker att han svär för mycket, och Marge berättar att hon håller med och tycker att han ska böta 25 cent varje gång han gör det, precis som hennes pappa fick göra.
Edna ber Woodrow om en bild på honom, så Bart skickar en bild av Gordie Howe till henne och bjuder ut henne till restaurangen Gilded Truffle. Bart ser på när Krabappel väntar på Woodrow i restaurangen och går på bio under tiden hon väntar på honom. Då biofilmen är slut ser Bart att Edna är ledsen och hon väntar fortfarande på Woodrow vilket ger honom skamkänslor. Homer försöker minska på svärandet och får böta 25 cent varje gång han svär. Efter en tid har Homer ändå svurit så mycket så att Marge har råd att köpa hundkojan som Homer försökte bygga. Under en av sina sista dagar av kvarsittningen pratar Bart med Edna om hur hon mår. Då han kommer hem berättar han för familjen att han fått Edna att bli kär i en fiktiv figur som han skapat. Familjen hjälper då till att skriva ett avskedsbrev till henne som inte sårar henne. Då Edna läser brevet blir hon glad igen. Då Bart upptäcker det är han stolt över gjort läraren glad igen.

## Produktion
Avsnittet skrevs av Jon Vitti som ville göra ett avsnitt med Krabappel om hur det är att ha Bart som student. Mike Reiss kom på idén att Bart skulle svara på en kontaktannons från Edna. Avsnittet var det första med Krabappel med en större roll. Delen att Homer svär togs med efter att serien fått klagomål på att man svär i den. I en sekvens ser man då Homer är på väg att svära men man hör inte svordomen. För att replikerna skulle låta äkta lät man Dan Castellaneta säga svordomar som klipptes bort. Samma dag som man spelade in replikerna hade inspelningen besök av en klass åttaåringar. Slutet kom från en idé av James L. Brooks som ville att hela familjen hjälpte till att skriva brevet.
Avsnittet regisserades av Carlos Baeza. I bakgrunden i klassrummet finns det finns flera porträtt av tidigare presidenter I USA. De lades till för att Bart skulle komma på ett namn. Woodrows röst gjordes av Harry Shearer, som parodierade Ricardo Montalbán. Bilden Bart skickar Edna är Gordie Howe. Producenterna ville från början ha Johnny Unitas, men då de frågade om de fick använda hans bild fick de inte tillstånd. Att det då skulle vara Howe föreslogs av Al Jean eftersom han var ett fans av Detroit Red Wings. I slutet av avsnittet visas fakta om Howe eftersom de hade några sekunder kvar av avsnittet att fylla ut. I avsnittet ser Barts klass en film om zink där en karaktär försöker skjuta sig själv i huvudet. Fox ville censurera detta, så producenterna fick övertala dem att karaktären inte siktar mot hans huvud. Då Bart namnger sina jojotrick försökte författarna ha en slang för onani och föreslog flera olika namn. "Plucking the Pickle" var det som godkändes av Fox.

## Kulturella referenser
Den pedagogiska filmen från 1950 i början av avsnittet är en referens till gamla vetenskapsfilmer som ofta visades i skolan då författarna gick i skolan, bland annat "A Case of Spring Fever". Jojo-föreställningen baserades på grupper som Duncan Toys Company skickade till skolorna för att utföra trick med deras leksaker. Todd Flanders ser i avsnittet på en TV-serie med Gomer Pyle. I avsnittet ser Bart på filmen Ernest Needs A Kidney baserad på Ernest P. Worrell. Rod och Todd Flanders sjunger i avsnittet låten "Bringing in the Sheaves", eftersom författarna ville ha dem sjunga obskyra religiösa sånger.

## Mottagande
Avsnittet fick en Nielsen ratings på 12.9 vilket gav 11,88 miljoner hushåll och hamnande på plats 29 över mest sedda program under veckan vilket var mer än säsongens genomsnitt som var på plats 39. Simpsons var det näst mest sedda på Fox under veckan efter Våra värsta år. Marcia Wallace som gör rösten till Edna Krabappel vann en Primetime Emmy Award för "Outstanding Voice-Over Performance" för hennes medverkan i avsnittet. Hon är en av tre gästskådespelare i serien som vunnit priset. Avsnittet har kallats det åttonde bästa i serien av Sarah Culp från The Quindecim. Bill Gibron på DVD Verdict har sagt att avsnittet representerar Simpsons på sin spets när en bra talanggrupp kommer med bra grejer med överraskande precision och skicklighet. Gibron har sagt att romansen mellan Krabappel och Woodrow fungerar eftersom den är så smärtsam sant. Avsnittet har både hjärta och humor.  Nate Meyers på Digitally Obsessed har gett avsnittet betyg fem av fem. 
Han tycker att sammanflätningen av de två handlingarna i avsnittet fungerar mycket bra och skapar en snabb tempoberättelse. Berättarrösten för Barts alias Woodrow är en fröjd att höra och Homer pajaskonster ger många skratt.  Hos DVD Movie Guide har Colin Jacobson sagt att avsnittet är starkt eftersom den har tydligt en potentiellt saftigt material och erbjuder en livlig handling. Handlingen att Homer inte ska svära är också bra och har flera bra ögonblick. I boken I Can't Believe It's a Bigger and Better Updated Unofficial Simpsons Guide har Warren Martyn och Adrian Wood sagt att de gillar mest Homers förslag för kärleksbrevet att hon är välkommen till och att han är gay. Under 2000 placerade Star Tribune avsnittet på plats fyra över de bästa Simpsons-avsnitten. Den 26 juli 2007 skrev Nature att filmen om zink är på topp tio över bästa vetenskapsögonblick i serien eftersom man lär sig mycket om zink i delen. Under 2000 ansåg Bill Brioux från The Canadian Press att användningen av Gordie Howe i avsnittet är den bästa referensen till Kanada i serien. Under 2004 placerade ESPN delen med Gordie Howe på plats 34 i deras topp 100-lista över bästa sportögonblick i serien.